# فرودگاه منطقه‌ای برلین
فرودگاه منطقه‌ای برلین (به انگلیسی: Berlin Regional Airport) یک فرودگاه با کد یاتا BML است که یک باند فرود آسفالت دارد و طول باند آن ۱۵۸۵ متر است. این فرودگاه در شهر برلین کشور آلمان قرار دارد .